# È arrivata la felicità (film)
È arrivata la felicità (Mr. Deeds Goes to Town) è un film del 1936 diretto da Frank Capra, vincitore del premio Oscar alla miglior regia.
Nel 2002 ne è stato realizzato un remake, Mr. Deeds, con Adam Sandler e Winona Ryder.

## Trama
La vita tranquilla di un giovane uomo di campagna, Longfellow Deeds, che nel suo piccolo villaggio di Mandrake Falls, Vermont, è una personalità di primo piano, grazie alla sua fabbrica di candele che dà lavoro nel pieno della Grande depressione, all'impegno nella vita del paese come capitano volontario dei vigili del fuoco e suonatore di tuba nella banda, ed alla sua attività di scrittore di rime per le cartoline di auguri che lo rende un "artista" agli occhi degli umili compaesani, viene completamente stravolta dall'arrivo inaspettato di un'enorme eredità, 20 milioni di dollari, da un lontano zio che neppure conosceva.
Costretto a trasferirsi a New York per sistemare la questione dell'eredità e gli affari del defunto, Deeds viene travolto dall'attenzione interessata di tutti, a partire dall'avvocato John Cedar, che si occupava dell'ingente patrimonio e vorrebbe continuare a farlo. All'inizio, il suo comportamento prudente (non si affida subito a Cedar, rifiuta di investire i suoi soldi per ripianare i debiti del teatro d'opera di cui lo zio era finanziatore, non si fa imbrogliare da un falso erede) sembra sconfessare il pregiudizio dell'"ingenuo venuto dalla campagna" e trova l'approvazione dell'ex giornalista e tuttofare Cornelius Cobb. Ma rimane vittima della sua generosità e del suo complesso di salvatore di fanciulle in difficoltà quando incontra quella che sembra essere una giovane donna disoccupata, prostrata dalla fame. Deeds l'aiuta e comincia a frequentarla, innamorandosene: si tratta in realtà dell'affermata reporter Louise "Babe" Bennett, che sfrutta la confidenza concessale fiduciosamente da Deeds per scrivere una serie di pungenti articoli su di lui, in cui lo soprannomina "Cinderella Man" e ne esaspera le innocue eccentricità, rendendolo lo zimbello della metropoli.
Quando Cobb gli rivela l'identità della donna amata, Deeds, con il cuore spezzato e definitivamente disilluso sulla città e le persone che lo circondano, decide di disfarsi dell'eredità, utilizzandola interamente per acquistare terra e bestiame per gli agricoltori rovinati dalla crisi economica, e tornarsene alla sua vita precedente. Cedar, per evitare che tutta quella ricchezza sfugga dalle sue mani, si serve di un altro possibile erede per intentare una causa e farlo interdire per insanità mentale.
Al processo, inizialmente Deeds rifiuta di difendersi, consapevole che ogni suo gesto o parola sono stati mal interpretati ma, dopo che Louise si è dichiarata pentita del proprio comportamento scorretto e si è esibita in una sua difesa appassionata nella quale ha rivelato di ricambiarne l'amore, prende a sua volta la parola e smonta pezzo per pezzo la pretestuosa accusa (così scorretta da definire di per sé folle la generosità e la solidarietà verso gli altri ed esaltare come normale l'avidità e la grettezza d'animo), tanto che il giudice arriva a dire che l'imputato è forse l'uomo più sano di mente che sia mai entrato in quell'aula di tribunale. Trionfa la giustizia e trionfa anche l'amore, perché Deeds non può che perdonare Louise.

## Distribuzione

### Edizione italiana
Il film venne presentato in concorso alla 4ª Mostra del Cinema di Venezia, ricevendo una segnalazione speciale.
L'adattamento italiano di epoca fascista, a cura di Tullio Gramantieri e Pio Vanzi, offre alcune curiosità linguistiche. Le più evidenti: il nome proprio del protagonista, Longfellow, diventa Ariosto, mentre il soprannome affibbiatogli dalla stampa, "Cinderella Man", diventa "Cincinnato", in ossequio al culto per la romanità, ma con il tentativo di mantenerne in qualche modo sonorità e senso. Per definire il suo comportamento in originale viene utilizzato l'insolito termine "pixilated", poi di uso comune, adattato in italiano come "picchiatello" (termine che in seguito si identificherà indissolubilmente con i personaggi interpretati da Jerry Lewis).
Più importante il fatto che siano state tagliate alcune sequenze, le più esplicite dal punto di vista politico (la visita di Deeds alla tomba di Ulysses S. Grant, con discorso patriottico sul senso di responsabilità individuale; l'agricoltore espropriato che irrompe, pistola in pugno, nella sua villa e lo accusa per l'egoismo e l'insensibilità dei ricchi verso le masse che stanno soffrendo la fame), o che banalmente potevano risultare offensive per l'italianità tanto esaltata dal regime (il personaggio ridicolo della cantante d'opera italiana Madame Pomponi ad esempio).

## Manifesti e locandine
La realizzazione dei manifesti del film, per l'Italia, fu affidata al pittore cartellonista Anselmo Ballester.

## Accoglienza

### Critica
(Mario Gromo, La Stampa, 1 settembre 1936)

## Riconoscimenti
- 1937 - Premio Oscar
  - Migliore regista a Frank Capra
  - Candidatura al miglior film alla Columbia Pictures
  - Candidatura al miglior attore protagonista a Gary Cooper
  - Candidatura alla miglior sceneggiatura non originale a Robert Riskin
  - Candidatura al miglior sonoro a John P. Livadary
- 1936 - Mostra Internazionale d'Arte Cinematografica di Venezia
  - Menzione speciale a Frank Capra
  - Candidatura alla Coppa Mussolini a Frank Capra
- 1936 - National Board of Review Award
  - Miglior film
- 1936 - New York Film Critics Circle Award
  - Miglior film
  - Candidatura al miglior attore protagonista a Gary Cooper

Il film ha ricevuto cinque candidature ai Premi Oscar 1937 (miglior film, miglior regista, attore protagonista, sceneggiatura e sonoro), vincendo il premio per il miglior regista.
Ha vinto il National Board of Review Award al miglior film.
Nel 2000 l'American Film Institute l'ha inserito al 70º posto della classifica delle cento migliori commedie americane di tutti i tempi. Nel 2006 l'ha inserito all'83° della classifica dei cento film più commoventi.